# The Greatest Love of All
"The Greatest Love of All" is een nummer van de Amerikaanse zanger George Benson. Het nummer verscheen op de soundtrack van de film The Greatest uit 1977. In juni van dat jaar werd het nummer uitgebracht als de enige single van het album. In 1985 zette Whitney Houston het nummer op haar naar haarzelf vernoemde debuutalbum onder de titel "Greatest Love of All". Haar versie werd op 18 maart 1986 uitgebracht als de zesde en laatste single van het album.

## Achtergrond

### George Benson
"The Greatest Love of All" is geschreven door Michael Masser (muziek) en Linda Creed (tekst) voor de film The Greatest uit 1977 over het leven van bokser Muhammad Ali. Nadat Masser was gevraagd om een nummer voor deze film te schrijven, voelde hij zich aangetrokken tot Jeruzalem; niet omdat hij religieus was, maar "om het gevoel te krijgen - en niet alleen die van mezelf". Na zijn terugkeer uit de stad nam hij contact op met Creed, die vervolgens de tekst van het nummer schreef.
"The Greatest Love of All" werd in 1977 voor het eerst opgenomen door George Benson voor de soundtrack van The Greatest. Dat jaar werd het nummer eveneens uitgebracht als single en werd het een redelijke hit. In de Amerikaanse Billboard Hot 100 piekte het op plaats 24, terwijl het in de R&B-lijsten op de tweede plaats terecht kwam. Ook werd het een hit in Canada en het Verenigd Koninkrijk, waar de single respectievelijk de 25e en de 27e plaats behaalde. In 2001 nam Benson het nummer opnieuw op met de Italiaanse operazanger Luciano Pavarotti tijdens diens concert Pavarotti & Friends.

### Whitney Houston
In december 1984 werd "The Greatest Love of All" opgenomen door de Amerikaanse zangeres Whitney Houston onder de titel "Greatest Love of All" voor haar debuutalbum dat in 1985 verscheen. Houston was op dat moment nog een onbekende zangeres toen Arista Records-baas Clive Davis en Masser haar het nummer hoorden zingen in een club in New York. Zij waren allebei zeer enthousiast over haar optreden. Toen Masser een in 1984 het album Love Language van Teddy Pendergrass produceerde, stond er een duet op dit album, waarvan de duetpartner nog niet bekend was. Masser koos uiteindelijk voor Houston, gebaseerd op haar optreden in de club. Dit duet zou uiteindelijk "Hold Me" gaan heten en dienen als de debuutsingle van Houston.
De versie van "Greatest Love of All" van Houston werd een grote hit en stond bovenaan de hitlijsten in de Verenigde Staten, Australië en Canada. In de meeste andere landen bereikte het nummer de top 20, waaronder in Zweden en Italië. In het Verenigd Koninkrijk piekte het nummer op de achtste plaats. In Nederland bereikte het respectievelijk de plaatsen 17 en 24 in de Top 40 en de Nationale Hitparade, terwijl in Vlaanderen de 31e plaats in de Ultratop 50 werd behaald. Na het overlijden van Houston op 11 februari 2012 keerde het nummer terug in de hitlijsten; zo kwam het in de Nederlandse Single Top 100 tot plaats 28 en in de Amerikaanse Billboard Hot 100 tot plaats 41.
Houston won in 1987 een American Music Award voor haar versie van "Greatest Love of All" in de categorie "Favorite Soul/R&B Video Single". Ook was het nummer dat jaar genomineerd voor een Grammy Award in de categorie Record of the Year, maar verloor het van "Higher Love" van Steve Winwood. In april 1987 spande Gordon Lightfoot een rechtszaak aan tegen Michael Masser, aangezien hij vond dat 24 maten van het nummer afkomstig waren uit zijn eigen nummer "If You Could Read My Mind" uit 1970. Hij liet de zaak uiteindelijk vallen nadat hij merkte dat het een negatief effect had op Houston.

## Hitnoteringen
Alle noteringen zijn behaald door de versie van Whitney Houston.

### Nederlandse Top 40
| Hitnotering: 31-05-1986 t/m 19-07-1986 | Hitnotering: 31-05-1986 t/m 19-07-1986 | Hitnotering: 31-05-1986 t/m 19-07-1986 | Hitnotering: 31-05-1986 t/m 19-07-1986 | Hitnotering: 31-05-1986 t/m 19-07-1986 | Hitnotering: 31-05-1986 t/m 19-07-1986 | Hitnotering: 31-05-1986 t/m 19-07-1986 | Hitnotering: 31-05-1986 t/m 19-07-1986 | Hitnotering: 31-05-1986 t/m 19-07-1986 | Hitnotering: 31-05-1986 t/m 19-07-1986 |
| Week                                   | 1                                      | 2                                      | 3                                      | 4                                      | 5                                      | 6                                      | 7                                      | 8                                      |                                        |
| -------------------------------------- | -------------------------------------- | -------------------------------------- | -------------------------------------- | -------------------------------------- | -------------------------------------- | -------------------------------------- | -------------------------------------- | -------------------------------------- | -------------------------------------- |
| Positie                                | 36                                     | 31                                     | 24                                     | 20                                     | 17                                     | 17                                     | 23                                     | 36                                     | uit                                    |

### Nationale Hitparade/Single Top 100
| Hitnotering week 1 t/m 9: 17-05-1986 t/m 12-07-1986 Hitnotering week 10 t/m 11: 18-02-2012 t/m 25-02-2012 | Hitnotering week 1 t/m 9: 17-05-1986 t/m 12-07-1986 Hitnotering week 10 t/m 11: 18-02-2012 t/m 25-02-2012 | Hitnotering week 1 t/m 9: 17-05-1986 t/m 12-07-1986 Hitnotering week 10 t/m 11: 18-02-2012 t/m 25-02-2012 | Hitnotering week 1 t/m 9: 17-05-1986 t/m 12-07-1986 Hitnotering week 10 t/m 11: 18-02-2012 t/m 25-02-2012 | Hitnotering week 1 t/m 9: 17-05-1986 t/m 12-07-1986 Hitnotering week 10 t/m 11: 18-02-2012 t/m 25-02-2012 | Hitnotering week 1 t/m 9: 17-05-1986 t/m 12-07-1986 Hitnotering week 10 t/m 11: 18-02-2012 t/m 25-02-2012 | Hitnotering week 1 t/m 9: 17-05-1986 t/m 12-07-1986 Hitnotering week 10 t/m 11: 18-02-2012 t/m 25-02-2012 | Hitnotering week 1 t/m 9: 17-05-1986 t/m 12-07-1986 Hitnotering week 10 t/m 11: 18-02-2012 t/m 25-02-2012 | Hitnotering week 1 t/m 9: 17-05-1986 t/m 12-07-1986 Hitnotering week 10 t/m 11: 18-02-2012 t/m 25-02-2012 | Hitnotering week 1 t/m 9: 17-05-1986 t/m 12-07-1986 Hitnotering week 10 t/m 11: 18-02-2012 t/m 25-02-2012 | Hitnotering week 1 t/m 9: 17-05-1986 t/m 12-07-1986 Hitnotering week 10 t/m 11: 18-02-2012 t/m 25-02-2012 | Hitnotering week 1 t/m 9: 17-05-1986 t/m 12-07-1986 Hitnotering week 10 t/m 11: 18-02-2012 t/m 25-02-2012 | Hitnotering week 1 t/m 9: 17-05-1986 t/m 12-07-1986 Hitnotering week 10 t/m 11: 18-02-2012 t/m 25-02-2012 | Hitnotering week 1 t/m 9: 17-05-1986 t/m 12-07-1986 Hitnotering week 10 t/m 11: 18-02-2012 t/m 25-02-2012 |
| Week | 1 | 2 | 3 | 4 | 5 | 6 | 7 | 8 | 9 | | 10 | 11 | |
| --- | --- | --- | --- | --- | --- | --- | --- | --- | --- | --- | --- | --- | --- |
| Positie                                                                                                   | 38 | 33 | 26 | 25 | 24 | 31 | 36 | 35 | 49 | uit | 28 | 60 | uit |

### NPO Radio 2 Top 2000
| Nummer met noteringen in de NPO Radio 2 Top 2000 | '99 | '00  | '01  | '02  | '03  | '04  | '05 | '06  | '07  | '08  | '09  | '10  | '11 | '12  | '13  | '14  | '15  | '16  | '17  | '18  | '19  | '20  | '21  | '22  | '23  | '24  |
| ------------------------------------------------ | --- | ---- | ---- | ---- | ---- | ---- | --- | ---- | ---- | ---- | ---- | ---- | --- | ---- | ---- | ---- | ---- | ---- | ---- | ---- | ---- | ---- | ---- | ---- | ---- | ---- |
| Greatest Love of All                             | 638 | 1321 | 1261 | 1639 | 1899 | 1877 | -   | 1869 | 1784 | 1832 | 1847 | 1810 | -   | 1651 | 1468 | 1502 | 1607 | 1756 | 1622 | 1286 | 1464 | 1569 | 1493 | 1692 | 1565 | 1556 |

1. ↑  Een '-' betekent dat het nummer niet was genoteerd en een vetgedrukt getal geeft de hoogste notering aan.